# Alone in a Crowd
Alone in a Crowd is de vijftiende aflevering van het elfde seizoen van de televisieserie ER, die voor het eerst werd uitgezonden op 17 februari 2005.

## Verhaal
Een jonge moeder van drie kinderen wordt met een hersenbloeding de SEH binnengebracht. Zij is gedeeltelijk verlamd en kan niet praten, dr. Kovac en Taggart moeten nu een race tegen de klok voeren om haar te redden. Zij komen tot de conclusie dat een risicovolle operatie haar redding kan brengen, haar man moet nu beslissen of deze operatie uitgevoerd moet worden. 
Dr. Pratt maakt indruk op dr. Lewis als hij dr. Morris de les leest over zijn werkwijze, als dr. Lewis hem vraagt voor een leidinggevende functie is zij teleurgesteld als hij nee zegt. Nu alleen dr. Morris voor deze baan heeft gesolliciteerd zit er voor haar niets anders op dan hem aan te nemen.
Dr. Carter brengt de nacht door met Meade, als hij ’s nachts een telefoontje krijgt van zijn oude vriendin Kem brengt dit irritatie bij Meade. Dit loopt zo hoog op dat Meade besluit hem te verlaten.
Dr. Lockhart heeft een aparte behandeling uitgevoerd op een patiënt en nu wil dr. Dubenko dat zij samen hier een artikel over schrijven. Zij ontdekt al snel dat er meer achter zit dan alleen samen een artikel schrijven.

## Rolverdeling

### Hoofdrollen
- Noah Wyle - Dr. John Carter
- Maura Tierney - Dr. Abby Lockhart
- Goran Višnjić - Dr. Luka Kovac
- Mekhi Phifer - Dr. Gregory Pratt
- Sherry Stringfield - Dr. Susan Lewis
- Parminder Nagra - Dr. Neela Rasgrota
- Shane West - Dr. Ray Barnett
- Leland Orser - Dr. Lucien Dubenko
- Scott Grimes - Dr. Archie Morris
- Tim Russ - Dr. Medford
- Linda Cardellini - verpleegster Samantha 'Sam' Taggart
- Laura Cerón - verpleegster Chuny Marquez
- Elyse Dinh - verpleegster Martha
- Robyn Rice - verpleegtser Robin
- Michelle Bonilla - ambulancemedewerker Christine Harms
- Mädchen Amick - Wendall Meade
- Eion Bailey - Jake Scanlon
- Sara Gilbert - Jane Figler
- Giovannie Espiritu - Ludlow

### Gastrollen (selectie)
- Cynthia Nixon - Ellie Shore
- Camryn Grimes - Erin Shore
- James McCauley - Dan Shore
- Austin Majors - Lucas Shore
- Danielle Mulligan - medisch studente Samantha
- Ricky Harris - Mr. Davis
- Shawn McGill - Tucker Davis
- Khamani Griffin - Clayton Davis
- Mo McRae - Kevin Hightower
- Daniel Farber - Griffin